# Tanymastix affinis
Tanymastix affinis är en kräftdjursart som beskrevs av Daday 1910. Tanymastix affinis ingår i släktet Tanymastix och familjen Tanymastigiidae. Inga underarter finns listade i Catalogue of Life.